# Касијан Авнеженски
Касијан Авнеженски (рођ. Константин Дмитријевич; р. 1392) - мученик и светитељ Руске православне цркве.
У другој половини 14. века пустињаци Стефан Махришчски, ученик Сергија Радоњешког, и Григорије населили су се у Авнежској волшти, уз реку Сухону, на Авнежској узвишењу. Око 1370. године подигли су цркву и келије за монахе. Помогао им је богат сељанин Константин Дмитријевич, који се потом и сам замонашио са именом Касијан и постављен за подрумара новог манастира када је велики кнез Дмитриј Иванович Донској позвао Стефана у Москву.
Крајем 14. века манастир је много страдао од налета казанских Татара и Вјачана, а у једном од ових налета, 15. јуна 1392. године, страдала су оба подвижника. После њиховог мучеништва, манастир је запустео. То стање манастира Авнеж трајало је 132 године, а место где је постојао било је потпуно обрасло шумом.
1524. године, извесни мештанин Авнежа, крчећи шумско земљиште, открио је мошти авнешких подвижника. Над њима је подигнута капела. Игуман Тројичког манастира Варлаам је 1560. године о царском трошку подигао манастир код гроба светих (1764. године претворен је у парохијску цркву). По благослову митрополита Макарија, њихове мошти је посведочио владика вологдски Јоасаф, након чега су стављене под окриље новог манастира. Основан је да се 15. јуна помесно обележи Авнешким чудотворцима; њихов спомен се празнује и у 3. недељу по Педесетници – у Саборном храму Вологдских светитеља, 6. јула – у Саборном храму Радоњешких светитеља.
15. (28.) јуна.